# Frans Carlgren
Frans Carlgren, född 12 april 1925, död 6 oktober 2014, 89 år gammal. Var en svensk antroposof, pedagog och författare. 
Han var även lärare vid   Kristofferskolan i Stockholm och Rudolf Steinerseminariet i Järna, samt en tid ägare till Torsätra gård, Västra Ryd..

## Biografi
Frans Carlgren är son till skogsvårdschefen Mauritz Carlgen och Fanny, född Kempe, dotterson till Frans Kempe, samt bror till industrimannen Matts Carlgren och far till den centerpartistiske före detta miljöministern Andreas Carlgren.
Frans Carlgren har skrivit flera böcker om antroposofi och Waldorfpedagogik, till exempel:
- Vad är Waldorfpedagogik? En introduktion (1953)
- Fostran för frihet -en bok om Kristofferskolan och waldorfpedagogiken (1970)
- Waldorfpedagogiken - en framtidsmodell (1978)
- Den antroposofiska kunskapsvägen (1980)
- Självstyrande skolor: en väg till pedagogisk förnyelse (1981)
- Den antroposofiska rörelsen: verksamheter, bakgrunder, framtidsperspektiv (1985)
- Världskaos och framtidsuppgifter (1999)

Många av Frans Carlgrens böcker har även översatts till andra språk som engelska, tyska, franska och italienska.